# AC Leporis
AC Leporis (AC Lep / HD 40745 / HR 2118) es una estrella variable en la constelación de la Liebre de magnitud aparente media +6,21. Se encuentra a 205 años luz de distancia del sistema solar.
AC Leporis es una subgigante de tipo F2IV con una temperatura efectiva de 6840 ± 180 K.
Tiene una luminosidad 9,1 veces mayor que la luminosidad solar y su radio es de 2,1 radios solares.
Gira sobre sí misma con una velocidad de rotación de al menos 42 km/s; el verdadero valor puede ser más alto dependiendo de la inclinación de su eje respecto a nuestra línea de visión.
Muestra una metalicidad igual a la solar ([Fe/H] = -0,00 ± 0,09).
Elementos como escandio, titanio, cromo y hierro son igual de abundantes que en el Sol pero el manganeso es deficitario respecto a nuestra estrella.
Su masa aproximada es un 65% mayor que la del Sol y su edad se estima en 1400 millones de años.

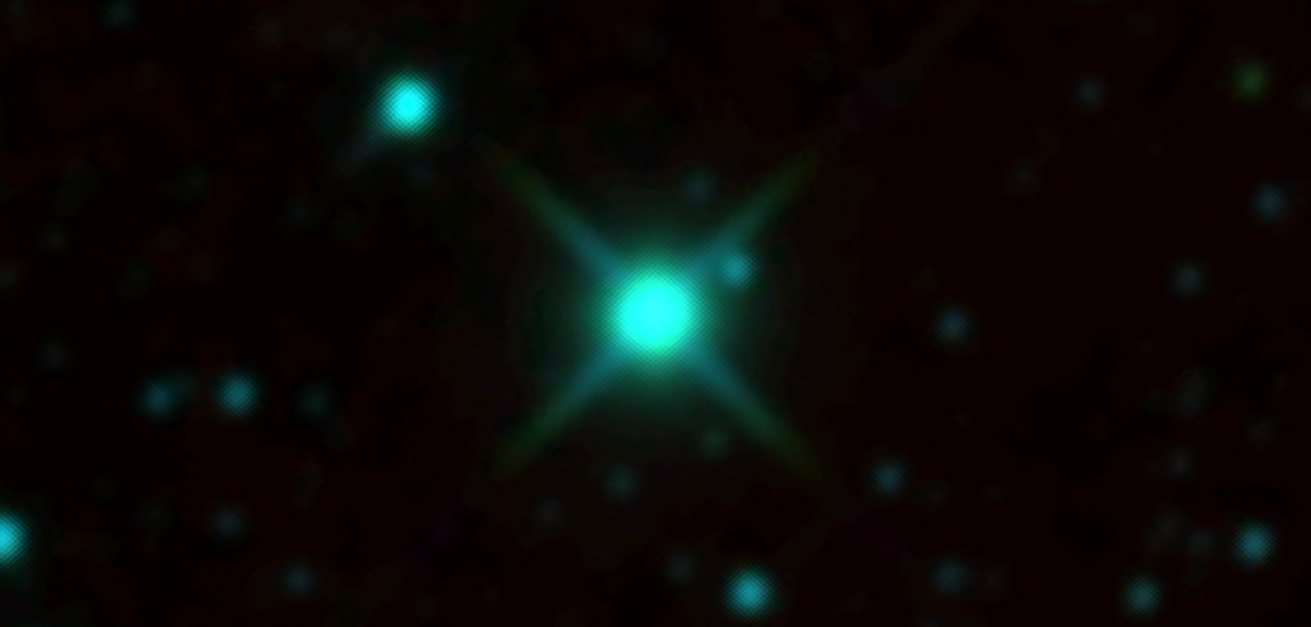
Imagen del premio AC Leporis del Explorador de encuestas infrarrojas de campo amplio.

AC Leporis es una variable Gamma Doradus con un período de 0,82427 días.
Estas variables no son bien conocidas y se piensa que su variabilidad proviene de pulsaciones no radiales de su superficie.
Además de γ Doradus, prototipo del grupo, cabe citar de entre ellas a QW Puppis y V398 Aurigae.